# Jelle Vermoote
Jelle Vermoote (Pervijze, 29 augustus 2001) is een Belgische wielrenner die vanaf 2024 voor Bingoal WB uitkomt.

## Overwinningen
2023
Jongerenklassement Province Cycling Tour

## Uitslagen
2024
National Championships Belgium ME-Road Race (DNF) (Arnaud De Lie wint) (23/06/2024)
Paris-Roubaix (7de) (Mathieu van der Poel wint) (07/04/2024)
Ronde van Vlaanderen-Tour des Flandres ME (DNF) (Mathieu van der Poel wint) (31/03/2024)
Dwars door Vlaanderen-A travers la Flandre ME (100ste) (Matteo Jorgenson wint) (27/03/2023)
GP Vermarc (27ste) (Simon Dehairs wint) (10/03/2023)
Le Samyn (27ste) (Laurenz Rex wint) (27/02/2024)
Omloop Het Nieuwsblad ME (98ste) (Jan Tratnik wint) (24/02/2024)
Grand Prix Cycliste de Marseille La Marseillaise (29ste) (Kevin Geniets wint) (28/01/2024)

2023 
European Continental Championships-Mixed Relay TTT (7de) (France wint) (21/09/2023)
Grand Prix de la Somme Conseil Départemental 80 (14de) (Bastien Pichon wint) (10/09/2023)
National Championships Belgium MU-Road Race (8ste) (Simon Dehairs wint) (20/08/2023)
Grand Prix de la ville de Pérenchies (15de) (Rait Ärm wint) (23/07/2023)
SD WORX BW Classic (21ste) (Milan Fretin wint) (19/07/2023)
Omloop der Zevenheuvelen (11de) (Jasper Dejaegher wint) (09/07/2023)
Klimkoers Herbeumont U23 (2de) (Junior Lecerf wint) (05/07/2023)
GP Color Code Bassenge (4de) (Huub Artz wint) (01/07/2023)
Liège-Bastogne-Liège U23 (16de) (Francesco Busatto wint) (15/04/2023)
Gent-Wevelgem / Kattekoers-Ieper (14de) (Gil Gelders wint) (26/03/2023)

Veld
2019-2020
10.11	8			National Trophy Series Round 4: Crawley (C2)		18	more 

2018-2019
Internationale Sluitingsprijs Oostmalle (24/02/2019) (6de) (Witse Meeussen wint) 
Telenet Superprestige Noordzeecross Middelkerke (16/02/20219) (6de) (Witse Meeussen wint) 
DVV verzekeringen trofee-Krawatencross (09/02/2019) (6de) (Thibau Nys wint) 
National Championships Belgium MJ (12/01/2019) (7de) (Ryan Cortjens wint) 
Cyclocross Gullegem (05/01/2019) (3de) (Joran Wyseure wint) 
Cyclocross Bredene (29/12/2018) (3de) (Joran Wyseure wint)
DVV verzekeringen trofee-Scheldecross (15/12/2018) (2de) (Lars Boven wint)
Vlaamse Druivencross (09/12/2018) (3de) (Ryan Cortjens wint)
UEC Cyclo-Cross European Championships MJ (03/11/2018) (4de) (Pim Ronhaar wint) 
Telenet Superprestige Ruddervoorde (28/10/2018) (9de) (Witse Meeussen wint)
UCI World Cup Bern (21/10/2018) (5de) (Witse Meeussen wint)
Lokeren (13/10/2018) (6de) (Joran Wyseure wint)
Berencross (06/10/2018) (5de) (Luke Verburg wint)
Grand Prix Poprad (29/09/2018) (1ste)
2Toi Toi Cup Uničov (28/09/2018) (4de) (Jakub Ťoupalík wint)
2017-2018
10.02	8			DVV verzekeringen trofee - Krawatencross (CJ)		5	more 
28.01	9			UCI World Cup Hoogerheide (CDM)		8	more 
20.01	2			Kasteelcross Zonnebeke (CJ)		17	more 
13.01	6			National Championships Belgium MJ (NC)		3	more 
01.01	1			Grand Prix G.I.L. Immobilière (CJ)		20	more 
10.12	7			Vlaamse Druivencross (CJ)		7	more 
01.11	9			DVV verzekeringen trofee - Koppenbergcross (CJ)		3	more 

## Resultaten in voornaamste wedstrijden
|      | \| Jaar \| Ronde van Vlaanderen \| Parijs-Roubaix \| Waalse Pijl \| \| ---- \| -------------------- \| -------------- \| ----------- \| \| 2024 \| opgave \| opgave \| \| \| 2025 \| opgave \| \| 65e \| |                |             |
| Jaar | Ronde van Vlaanderen | Parijs-Roubaix | Waalse Pijl |
| 2024 | opgave | opgave         |             |
| 2025 | opgave |                | 65e         |

## Ploegen
- 2019 –  Acrog-Balen BC Junior
- 2020 –  ACROG-Tormans
- 2021 –  ACROG-Tormans
- 2022 –  ACROG-Tormans
- 2023 –  Circus-ReUz-Technord
- 2024 –  Bingoal WB
- 2025 –  Wagner Bazin WB

Blouwe · De Meester · De Tier · Desal · Matthys · Meens · Mertens (tot 31/5) · Persico · Peyskens · Portsmouth · Salby · Teugels · Tizza · Van Boven · Van der Beken · Van Rooy · Vandepitte · Vermoote · Villa · Vliegen · Weemaes · Van Petegem (stagiair)